# Der Typ mit dem irren Blick II
Der Typ mit dem irren Blick II ist eine US-amerikanische Filmkomödie aus dem Jahr 1990 und ist die Fortsetzung der Komödie Der Typ mit dem irren Blick von 1982.
Deutscher Kinostart war der 19. Juli 1990. In den USA erschien der Film nicht im Kino, sondern direkt auf Video.

## Handlung
Der sympathische Kevin kommt als neuer Schüler an die Emerson-High School. Bereits am ersten Tag verursacht er, der ohnehin alles andere als ein Musterschüler ist, eine Prügelei, als er versucht, bei Amanda zu landen. Dummerweise ist sie die Freundin des reichen Schnösels und Kapitäns der Footballmannschaft, Wayne. Fortan hat er sich also schon dessen Antipathie gesichert.
Um weitere Bekanntschaften zu schließen, beschließt Kevin, einem der zahlreichen Clubs der Schule beizutreten. Er entschließt sich für den unbeliebten Wissenschafts-Club, da dort auch die niedliche und kluge Lucy Mitglied ist, die ihn für diesen Club anwirbt. Lucy hatte er kurz zuvor kennengelernt, als er in der versifften Hot Dog-Bude von Larry zu arbeiten begann, wo eben auch Lucy arbeitet, die ihn von Anfang an mochte. Der Wissenschafts-Club hält sich mit seinen insgesamt fünf Mitgliedern eher schlecht als recht über Wasser. Zusätzlich wird ihnen von Wayne ihr Raum streitig gemacht.
In diesem Raum entdeckt Kevin in einem Loch in der Wand, das von einem großen Bild verdeckt wird, mehrere Flaschen eines alten vermeintlichen Pflaumensafts. Bei einem Streit mit Wayne und dessen Lakaien Mike flößen ihm die beiden mit Gewalt diese Flüssigkeit ein. Später im Unterricht bemerkt Kevin dann, dass er durch diese Flüssigkeit telekinetische Fähigkeiten verliehen bekam. Nun kann er also mit seiner Willenskraft Gegenstände bewegen und schweben lassen. Diese Fähigkeit nutzt er anfangs für Streiche, indem er etwa den Rock der attraktiven Lehrerin Mitchell im Unterricht hochfliegen lässt oder der arroganten Amanda vor dem Spind die Hose platzt und wenig später ihre Bluse aufspringt.
Als Lucy davon erfährt, versucht sie, Kevin zu überreden, die Flüssigkeit zu verkaufen, um damit reich zu werden. Kevin selbst steht immer noch zwischen Amanda und Lucy, entscheidet sich dann aber gegen die oberflächliche „Tussi“ und für Lucy. Bald stellt er fest, dass er seine Fähigkeiten vielmehr dazu braucht, sich gegen seinen Widersacher Wayne zu wehren. Beim Schulfest kommt es zur Entscheidung.

## Kritiken
Laut dem Film-Dienst handelt es sich bei dem Film um „eine mit Musik "aufgebesserte", belanglose Neuauflage der gleichnamigen Klamotte aus dem Jahr 1982“.